# Mamani kaPhahlo
 (juillet 2024).
La reine Mamani kaPhahlo (1702-1758) est reine du royaume AmaMpondomise, au cours des années 1732 à 1758. Elle prend le pouvoir à la suite de son père, le roi Phahlo . Elle est également connue sous le nom de la reine Mbingwa. En tant qu'aînée des trois filles de la grande épouse du roi Phahlo, elle a défié avec succès ses demi-frères des plus petites maisons pour le trône à la mort de son père. Elle épouse la princesse Ntsibatha, une princesse Mpondo, elle meurt en mai 1758 sans héritier au trône  Elle est remplacée par l'un de ses frères, le roi Sonthlo, qu'elle a installé à son poste malgré les défis des membres de la famille royale à cette époque.

## Première vie et famille
La reine Mamani (parfois appelée Mbingwa) est née du roi Phahlo et de la princesse Xesibe dont le nom n'est pas connu. La mère de la reine Mamani est la grande épouse.
L'une des sœurs de la reine Mamani, la princesse Thandela, s'est mariée avec le roi Phalo de la peuple AmaXhosa et est la mère du roi Gcaleka. Le prince Gcaleka devient plus tard le roi des Xhosas. On ne sait pas grand-chose de l’autre sœur.

## Ascension sur le trône
En 1732, le père de la reine Mamani, le roi Phahlo, décéde. Traditionnellement, son père est censé succéder à un enfant de la Grande Épouse. Cependant, la coutume veut que l’héritier soit un héritier mâle. Si la Grande Épouse n'a pas d'enfants mâles, comme la mère de la reine Mamani, alors un héritier mâle doit être choisi parmi les enfants des autres épouses, en commençant par l'épouse mariée au roi depuis le plus longtemps (l'épouse la plus âgée), suivie par l'épouse la plus ancienne, puis par les épouses juniors (selon leur ancienneté), jusqu'à ce qu'un fils soit trouvé. Si aucun fils n'est trouvé, alors l'un des frères du roi devient roi (de préférence donnée au frère aîné et à ses descendants mâles, puis descendant au frère le plus jeune) pour ainsi assumer la position de roi.
Cependant, la grande épouse du roi Phahlo n'a pas d’enfants mâles. Défiant la tradition et la coutume, en tant qu'aînée des trois filles de la grande épouse du roi Phahlo, la reine Mamani monte sur le trône à la mort de son père.
Lorsque des dissidents se soulèvent contre elle, elle les a tous tués. Elle a également monté des armées contre ceux qui contestent son autorité. Son règne s'est fait sentir sur toutes les terres de la nation AmaMpondomise (d' Umtata à Umzimkhulu).

## Mariage
Bien qu'elle soit elle-même une femme, la reine Mamani a épousé la princesse du royaume AmaMpondo, la fille du roi Nyawuza appelée princesse Ntsibatha. Au lieu de consommer le mariage elle-même, elle a demandé à son frère, qui est alors le prince Sonthlo, de le faire pour elle. Le prince Sonthlo est le fils de la tante maternelle de la reine Mamani et du père de la reine Mamani, épouse du roi Phahlo.

## Successeur
Peu à peu, elle commence à confier les fonctions monarchiques au roi Sonthlo tout en influençant activement la réussite de la transition du pouvoir vers lui. Ainsi, Sontlo devient son successeur de son vivant et continue de régner jusqu'à sa mort.

## Source
- (en) Cet article est partiellement ou en totalité issu de l’article de Wikipédia en anglais intitulé « Mamani kaPhahlo » (voir la liste des auteurs).